# لینگهای
لینگهای (به لاتین: Linghai) یک منطقهٔ مسکونی در چین است که در جینجو واقع شده‌است. لینگهای ۲٬۵۸۵٫۵ کیلومتر مربع مساحت و ۵۳۲٬۰۰۰ نفر جمعیت دارد و ۱۹ متر بالاتر از سطح دریا واقع شده‌است.